# Kostel svaté Máří Magdalény (Lomazice)
Římskokatolický kostel svaté Máří Magdalény stával v zaniklé vesnici Lomazice v okrese Chomutov. Až do svého zániku býval farním kostelem farnosti Lomazice. Stával v areálu hřbitova obklopeném mohutnou zdí. Na hřbitov se vcházelo branou datovanou rokem 1776, vedle které stála zvonice s bedněným patrem.

## Historie
První písemná zmínka o lomazickém farním kostele pochází z roku 1352, kdy byl pro chudobu farnosti osvobozen od placení papežského desátku. Kostel byl postaven v gotickém slohu a v roce 1592 byl rozšířen. Roku 1692 proběhly na náklady hraběte Gustava Adolfa z Wurmsbachu barokní úpravy, které mu daly podobu dochovanou až do dvacátého století.

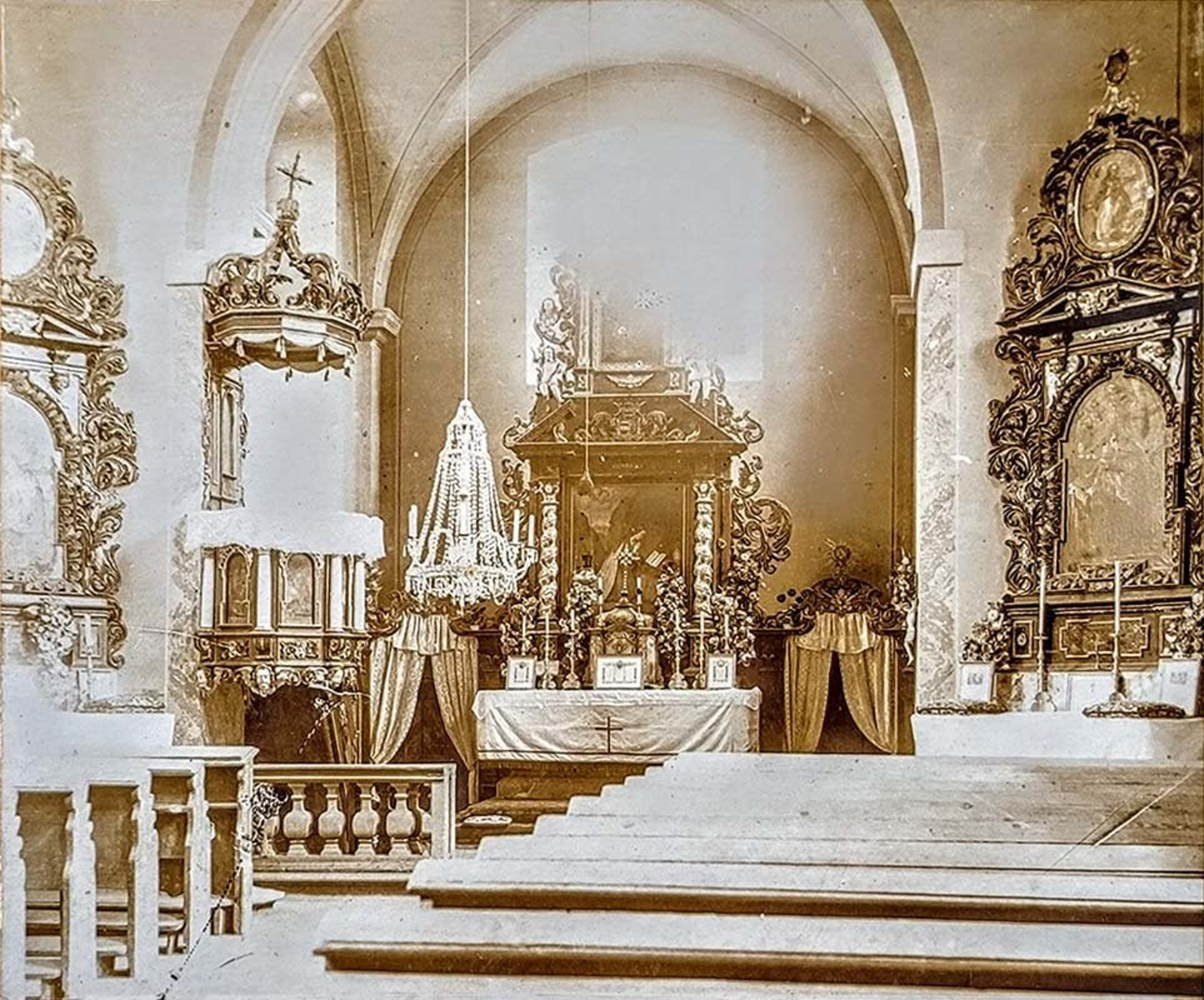
Interiér kostela s hlavním oltářem

Někdy po roce 1761 byla lomazická farnost zrušena, kostel se stal filiálním kostelem v dolanské farnosti. V roce 1772 musela být opravena střecha poškozená požárem. Kostel byl zbořen spolu s vesnicí pravděpodobně v roce 1967, protože se ocitl na dně tehdy budované vodní nádrže Nechranice.

## Stavební podoba
Kostel měl obdélný půdorys s polygonálním presbytářem (bývá uváděn také jako pravoúhlý). K severní straně presbytáře přiléhala sakristie a k jižní straně kaple. Fasády členila pouze segmentově zakončená čtvercová okna. Průčelí zdobily lizénové rámy a zdůrazňoval ho trojúhelníkový štít.

## Zařízení
V kostele bývaly tři raně barokní oltáře a kazatelna z roku 1692. Na hlavním oltáři se nacházel obraz Maří Magdaleny z roku 1851. K vybavení patřily také varhany z roku 1867 a původně oltářní obraz Maří Magdaleny z roku 1777 od K. Trübla. Uvnitř se také nacházely čtyři nápisové náhrobníky ze šestnáctého až osmnáctého století – v kostele mívaly hrobky šlechtické rody Strojetických ze Strojetic a hrabata z Pergenu.